# Senjōgatake
Der Senjōgatake (jap. 仙丈ヶ岳) ist ein Berg im Akaishi-Gebirge und mit einer Höhe von 3033 m der zehnthöchste Berg Japans. Er liegt innerhalb des Minami-Alpen-Nationalparks in den Präfekturen Nagano und Yamanashi.
Der Senjōgatake ist einer der 100 berühmten japanischen Berge (Hyakumeizan).

## Geografie
| Bild | Berg            | Jap. Name  | Höhe | Distanz vom Gipfel | Anmerkungen                                                                       |
| ---- | --------------- | ---------- | ---- | ------------------ | --------------------------------------------------------------------------------- |
|      | Nokogiri-dake   | 鋸岳       | 2685 | 7,0 km             | in der Liste der 200 berühmten japanischen Berge                                  |
|      | Kaikoma-dake    | 甲斐駒ヶ岳 | 2967 | 6,4 km             | in der Liste der 200 berühmten japanischen Berge                                  |
|      | Ko-Senjōgatake  | 小仙丈ヶ岳 | 2855 | 0,3 km             |                                                                                   |
|      | Senjōgatake     | 仙丈ヶ岳   | 3033 | 6,4 km             | in der Liste der 100 berühmten japanischen Berge                                  |
|      | Dai-Senjōgatake | 大仙丈ヶ岳 | 2975 | 0,7 km             |                                                                                   |
|      | Kita-dake       | 北岳       | 3193 | 7,1 km             | höchster Berg im Akaishi-Gebirge in der Liste der 100 berühmten japanischen Berge |
|      | Hōō-san         | 鳳凰山     | 2840 | 11,1 km            | in der Liste der 100 berühmten japanischen Berge                                  |
|      | Shiomi-dake     | 塩見岳     | 3047 | 16,2 km            | in der Liste der 100 berühmten japanischen Berge                                  |

## Galerie

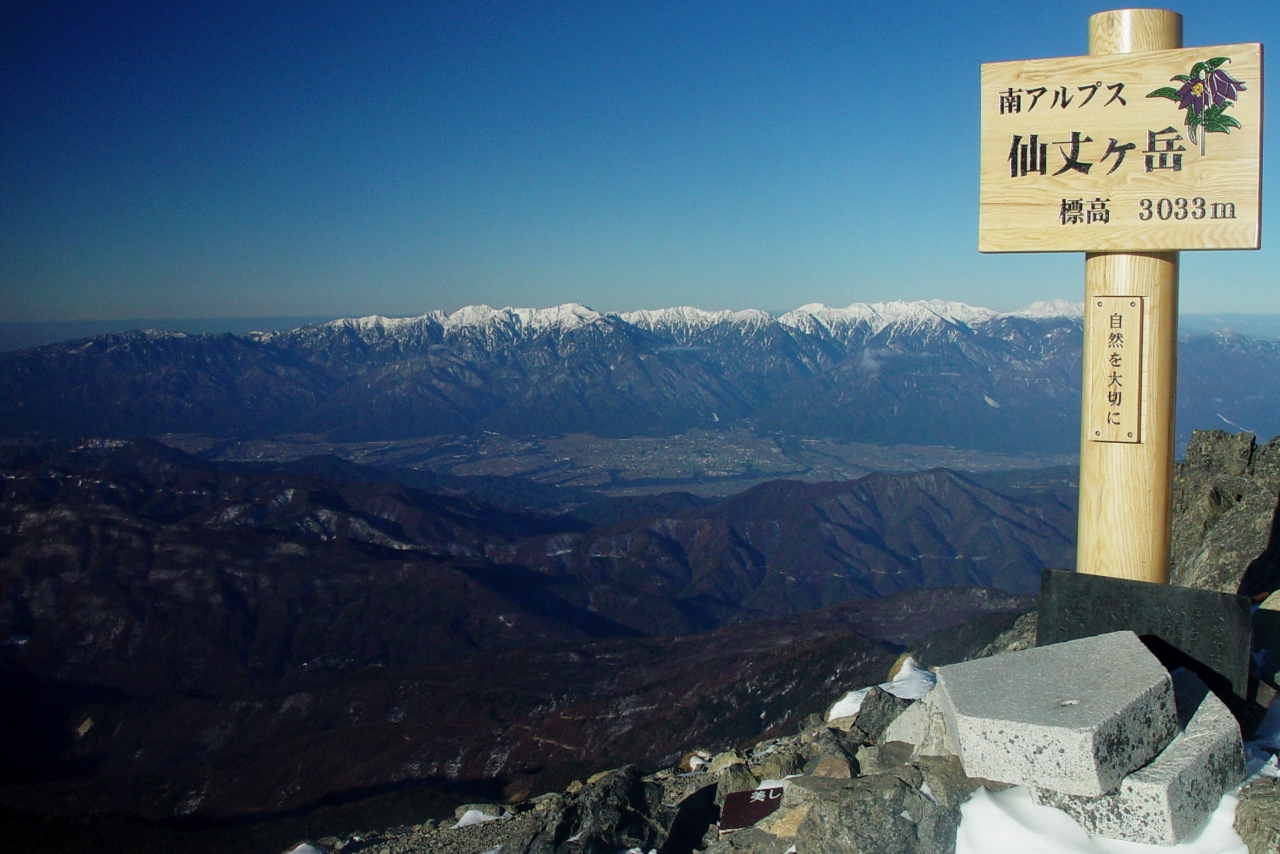
Kiso-Gebirge vom Gipfel des Senjōgatake
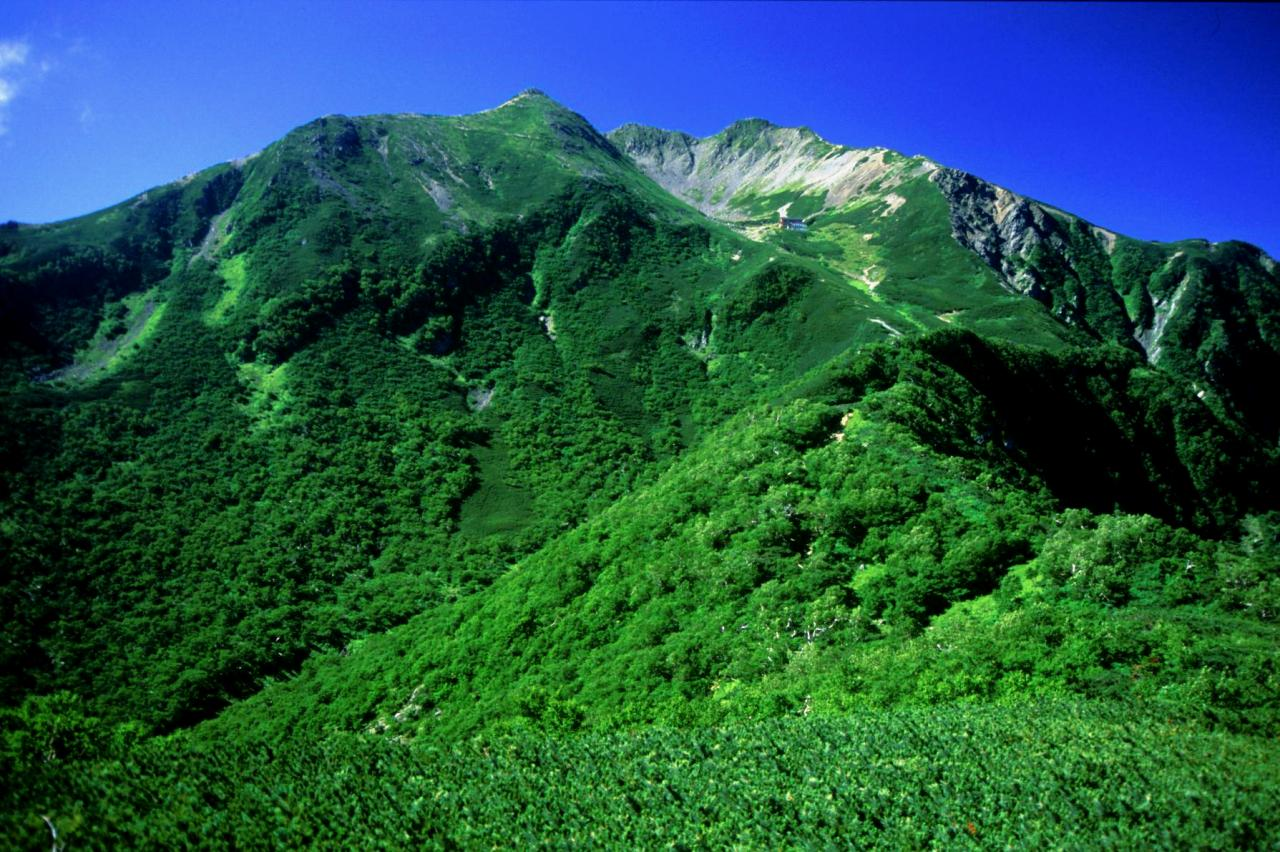
Senjōgatake und Yabusawa von Uma-no-Se
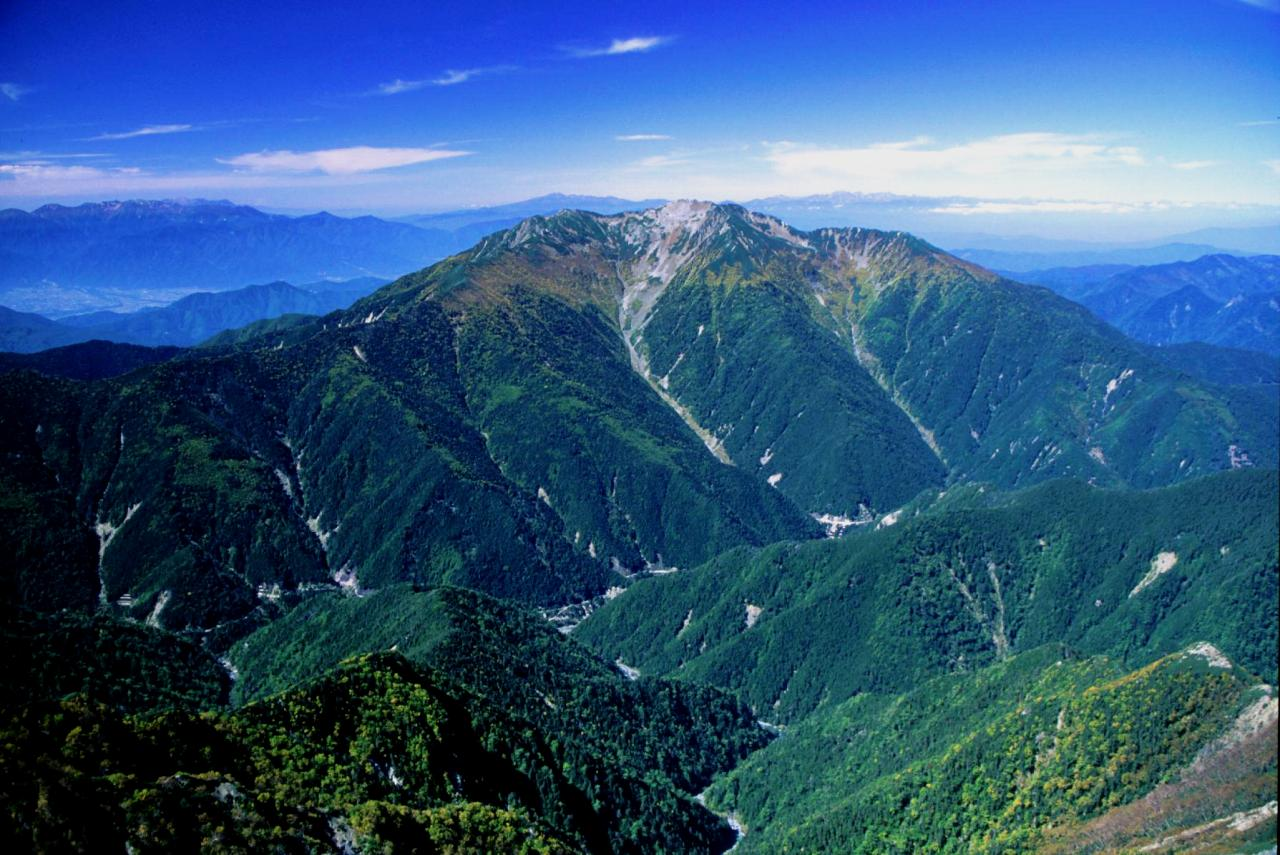
Senjōgatake von Kita-dake
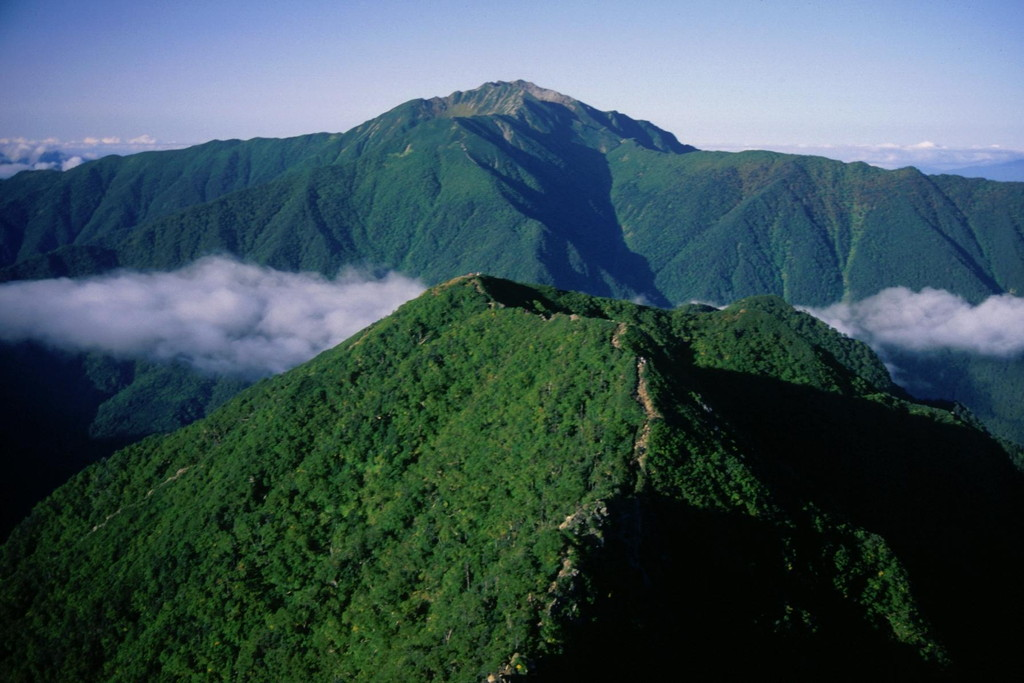
Senjōgatake und Komatsu-dake von Kaikoma-dake